# Харьковская областная государственная администрация
Харьковская областная государственная администрация, ХОГА (укр. Харківська обласна державна адміністрація, ХОДА) — орган исполнительной власти в Харьковской области Украины.
Глава областной государственной администрации назначается Президентом Украины по представлению Кабинета Министров Украины на срок полномочий президента. По состоянию на апрель 2025  года должность занимает Олег Синегубов.
Местное самоуправление в области осуществляет Харьковский областной совет.

## Инциденты

### Захват в 2014 году
1 марта 2014 года в Харькове по инициативе мэра Геннадия Кернеса на площади Свободы был проведен митинг, на котором с российскими флагами выступали сам Кернес и бывший глава Харьковской ОГА Михаил Добкин. По окончании митинга между участниками мероприятия и активистами харьковского Евромайдана произошла стычка, в ходе которой использовались палки и слезоточивый газ, после чего сторонники Кернеса начали штурм здания Харьковской облгосадминистрации, контролируемого представителями Самообороны Майдана и «Правого сектора», в результате чего здание было захвачено, а на крыше здания администрации украинский флаг был сорван и установлен российский. К вечеру сепаратисты покинули здание госадминистрации, а российский флаг был снят.
6 апреля 2014 года пророссийские демонстранты вторично захватили здание госаминистрации под аплодисменты местной милиции. По состоянию на утро 7 апреля здание ОГА было освобождено от захватчиков.

### Обстрел в 2022 году
1 марта 2022 года здание Харьковской ОГА пострадало от двух ракетных ударов в ходе вторжения России на Украину. Видео первого удара облетело интернет, став наглядной демонстрацией принесённых российской армией смертей и разрушений. Попавшая на это видео ракета, согласно Bellingcat, выглядит как «Калибр». 1 апреля 2022 года глава Харьковской областной администрации Олег Синегубов сообщил, что при этом обстреле погибли 29 человек. 13 ноября 2023 года он же сообщил о 44 погибших. В честь одной из них, волонтёра Юлии Здановской, преподававшей математику, Массачусетский технологический институт организовал бесплатную образовательную математическую программу для украинских старшеклассников. В здании были разрушены перекрытия и повреждена крыша. Пострадали и близлежащие здания, в том числе оперный театр, филармония и жилые дома; было разрушено консульство Словении.
Отчёт ОБСЕ называет подобные атаки «особо коварной формой нападения»: обстрел был нанесён двумя ракетами с перерывом в 5-7 минут, а потому, по мнению авторов отчёта, имело место «преднамеренное нападение в качестве цели на спасателей и пострадавших от первого нападения».

## Председатели ХОГА
| Фото | Имя                                                             | Годы жизни | Начало срока      | Конец срока     | Примечания                                       |
| ---- | --------------------------------------------------------------- | ---------- | ----------------- | --------------- | ------------------------------------------------ |
|      | Александр Степанович Масельский Олександр Степанович Масельский | 1936—1996  | 7 июля 1995       | 12 апреля 1996  | Скончался в должности                            |
|      | Олег Алексеевич Дёмин Олег Олексійович Дьомін                   | р. 1947    | 8 мая 1996        | 27 октября 2000 | До 8 августа 1996 года — исполняющий обязанности |
|      | Евгений Петрович Кушнарёв Євген Петрович Кушнарьов              | 1951—2007  | 27 октября 2000   | 18 декабря 2004 |                                                  |
|      | Степан Иванович Масельский Степан Іванович Масельський          | р. 1971    | 18 декабря 2004   | 4 февраля 2005  |                                                  |
|      | Арсен Борисович Аваков                                          | р. 1964    | 4 февраля 2005    | 5 февраля 2010  |                                                  |
|      | Владимир Николаевич Бабаев Володимир Миколайович Бабаєв         | р. 1952    | 9 февраля 2010    | 18 марта 2010   |                                                  |
|      | Михаил Маркович Добкин Михайло Маркович Добкін                  | р. 1970    | 18 марта 2010     | 18 марта 2014   |                                                  |
|      | Игорь Миронович Балута Ігор Миронович Балута                    | р. 1970    | 2 марта 2014      | 3 февраля 2015  |                                                  |
|      | Игорь Львович Райнин Ігор Львович Райнін                        | р. 1973    | 3 февраля 2015    | 29 августа 2016 |                                                  |
|      | Юлия Александровна Светличная Юлія Олександрівна Світлична      | р. 1984    | 15 октября 2016   | 5 ноября 2019   |                                                  |
|      | Алексей Кучер Кучер Олексій Володимирович                       | p. 1985    | 5 ноября 2019     | 27 ноября 2020  |                                                  |
|      | Айна Тимчук Тимчук Айна Леонідівна                              | р. 1973    | 27 ноября 2020    | 11 августа 2021 |                                                  |
|      | Александр Скакун Скакун Олександр Євгенович                     | р. 1973    | 11 августа 2021   | 24 декабря 2021 | временно исполняющий обязанности                 |
|      | Олег Синегубов Синєгубов Олег Васильович                        | р. 1983    | с 24 декабря 2021 |                 |                                                  |